# Mandelieu-la-Napoule
Mandelieu-la-Napoule (tudi Ville de Mandelieu) je pristaniško mesto in občina v jugovzhodnem francoskem departmaju Alpes-Maritimes regije Provansa-Alpe-Azurna obala. Mesto ima okoli 22.000 prebivalcev.

## Geografija
Kraj leži v pokrajini Provansi na Azurni obali zahodno od Cannesa.
V občini se nahaja turistično letališče Cannes-Mandelieu.

## Administracija
Mandelieu-la-Napoule je sedež kantona Mandelieu-Cannes-Zahod, v katerega je poleg njegove in zahodnega dela občine Cannes vključena še občina Théoule-sur-Mer s 42.694 prebivalci.
Kanton je sestavni del okrožja Grasse.

## Zgodovina
Občina je nastala 7. decembra 1970 z združitvijo do tedaj samostojnih občin Mandelieu in La-Napoule.

## Zanimivosti
- grad Château de la Napoule iz 14. stoletja,
- San-Peyre, hrib vulkanskega izvora.